# Argasidae
Le Argasidae (Canestrini, 1891), comunemente note come "zecche molli", sono una famiglia di aracnidi, caratterizzate dall'assenza dello scudo dorsale chitinoso in tutti gli stadi di sviluppo.

## Biologia
Questi parassiti si nascondono di giorno nelle vicinanze dell'ospite, e di notte si nutrono su di esso. Il ciclo biologico consta di cinque stadi: uovo, larva esapode, 1ª ninfa, 2ª ninfa, adulto. Il potenziale riproduttivo è minore della più numerosa famiglia degli Ixodidae, ma il ciclo vitale è più breve si compie mediamente in 40 giorni.

## Tassonomia
Principali specie italiane
- Argas reflexus
- Ornithodoros coniceps